# .みんな
.みんな هو نطاق المستوى الأعلى العام (gTLD) لنظام اسم المجال المستخدم على الإنترنت. النطاق ماخوذ من الكلمة اليابانيّة تعني الجميع أي باللغة اليابانية. تقترح جوجل استخدامه كنطاق مجال المستوى الأعلى (مُختصر: TLD) مفتوح، ومتاح حاليًا لأي شخص فيه. تَمَّ توقيعه بواسطة شركة Charleston Road Registry ‏ وهيَّ التابعة لشركة جوجل.

## تاريخ
بَدَأ النطاق بالعمل رَسميًا بالعمل بتاريخ 23 نوفمبر 2013